# Копистянський Роман Степанович

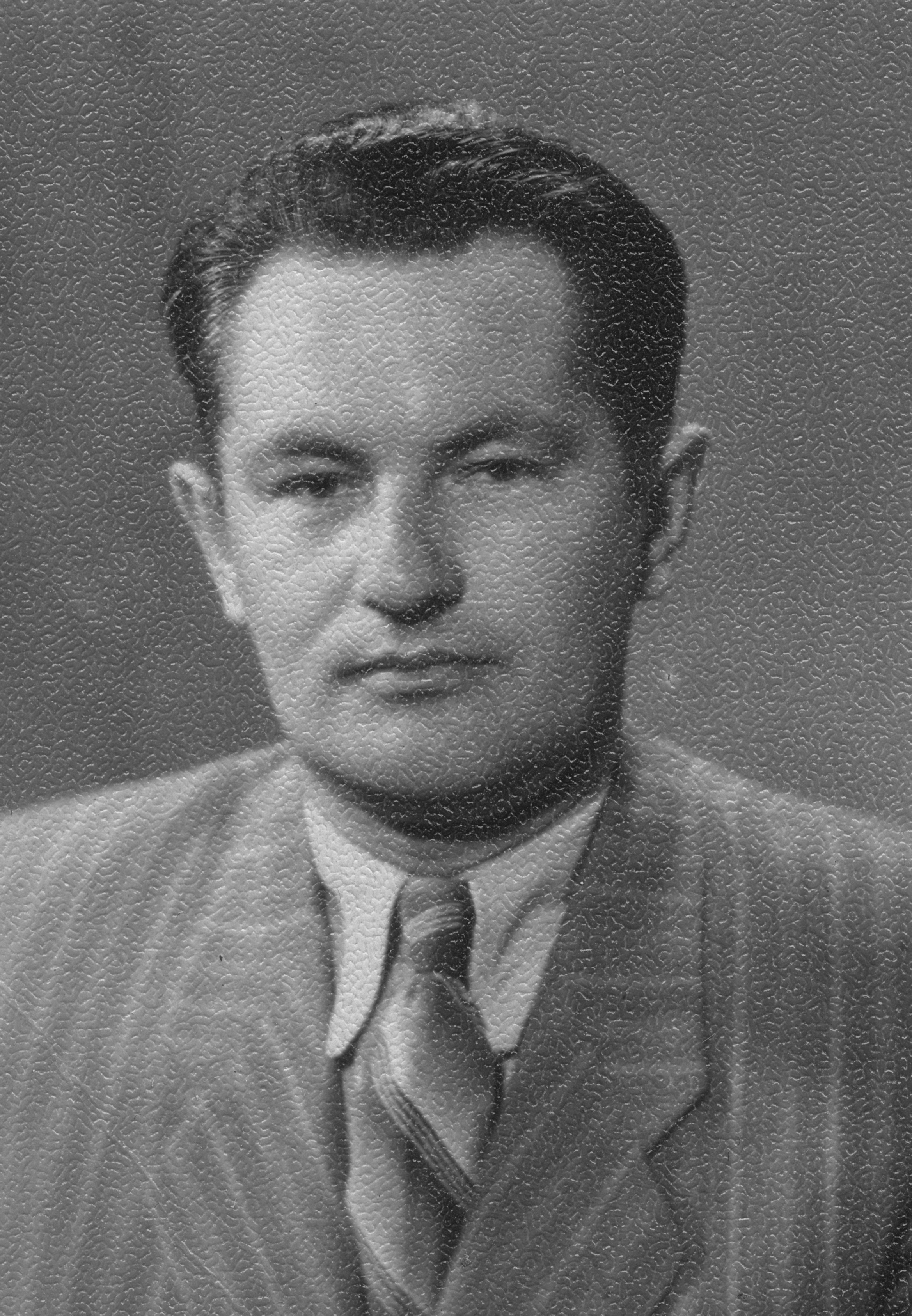
Копистянський Роман Степанович

Копистянський Роман Степанович (24.11.1925 р., с. Вільшани (біля Перемишля), Польща - 08. 09. 2013 р., м. Львів) - український геолог-нафтовик, дослідник Карпатської нафтогазоносної провінції, доктор геолого-мінералогічних наук.                                                                                                                                                                                                                                             
Біографія

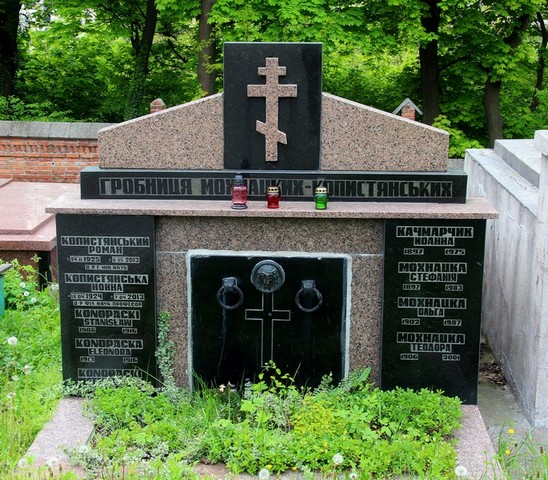

1951 р. закінчив нафтовий факультет Львівського політехнічного інституту і вступив до аспірантури при Інституті геології корисних копалин АН УРСР ( тепер Інститут геології і геохімії горючих копалин НАН України).
1956 р. успішно захистив кандидатську дисертаційну роботу “Трещиноватость и еѐ роль в процессе формирования Бориславского нефтяного месторождения”.
1975 р. — захистив докторську дисертацію “Геологические аспекты изучения трещиноватости горных пород в нефтегазовой геологии (на примере Карпатской нефтегазоносной провинции)”.
За майже 40 років активної наукової праці в Інституті геології і геохімії горючих копалин НАН України учений став визнаним спеціалістом у галузі нафтогазової геології. Його дослідження, спрямовані на підвищення ефективності пошуків і розвідки вуглеводнів, спиралися як на геологічне та структурно-тектонічне вивчення Карпатського регіону, так і аналіз напруженого стану гірських порід і тектонофізичне дослідження колекторських та екранувальних властивостей порід на великих глибинах, а дослідження на межі геології та фізики – на експериментальні роботи, що проводилися в лабораторії геомеханіки, якою Роман Степанович завідував.   Доробок ученого висвітлено в численних наукових публікаціях (у т. ч. чотирьох монографіях). Методичне значення цих робіт полягає в можливості використання тектонофізичного підходу при наукових дослідженнях в інших нафтогазоносних регіонах.  
Член двох спеціалізованих учених рад із захисту дисертацій, ученої ради Інституту, опонент дисертаційних робіт. 
Похований у родинному гробівці на 70 полі Личаківського цвинтаря.
Джерела
 Пам’яті Романа Степановича Копистянського // ГЕОЛОГІЯ І ГЕОХІМІЯ ГОРЮЧИХ КОПАЛИН, № 3–4 (164–165), 2013. - С. 127-129.